# Peter Magubane
Peter Sexford Magubane, född 18 januari 1932 i Vrededorp i Gauteng, död 1 januari 2024 i Pageview, en förstad till Johannesburg, var en sydafrikansk fotograf och antiapartheid-aktivist. 
Peter Magubane växte upp i Sophiatown i Johannesburg. Han började fotografera med en Kodak Brownie lådkamera som skolpojke i Eersterust i Pretoria. Han såg reportage 1954 i tidskriften Drum om de svarta stadsbornas situation och apartheidpolitikens effekter på dem.  Han tog därefter anställning på tidskriften som chaufför och fick efter sex månader fotouppdrag under ledning av bildredaktören och chefsfotografen Jürgen Schadeberg. Han lånade en kamera och täckte 1955 års African National Congress-kongress.
Peter Magubane tog bilder från ett flertal dåtida historiska händelser i Sydafrika, som Sharpevillemassakern 1960 och Rivoniarättegången mot Nelson Mandela 1964. 
Han slutade 1965 på Drum och började året därpå arbeta för Rand Daily Mail. År 1969 hade han uppdrag att täcka en demonstration utanför Winnie Mandelas fängelsecell, där han arresterades och sattes i isoleringscell. Han släpptes i september 1970, men han förbjöds utöva sitt yrke under fem år. Han arresterades igen 1971 och tillbringade 98 dagar i isoleringscell och därefter sex månader i fängelse. Efter frigivningen fick han i uppdrag att täcka Sowetoupproret i juni-augusti 1976, varvid han arresterades och misshandlades av polisen. Bilderna från Soweto gjorde honom internationellt känt och uppskattad, vilket ledde till uppdrag för Time, Förenta Nationerna och Sports Illustrated.
Från slutet av 1990-talet gjorde Peter Magubane flera fotoreportage i färg om traditionella stamtraditioner i Sydafrika.

## Fotoböcker i urval
- Zindzi Mandela och Peter Magubane: Black As I Am,  Los Angeles Guild of Tutors Press, 1978, ISBN 0-89615-001-1
- Magubane's South Africa, Alfred A. Knopf, New York 1978, ISBN 0-436-27120-6
- Marshall Lee: Soweto, Don Nelson, Kapstaden 1978, ISBN 0-909238-32-4
- Jill Johnson: Soweto Speaks, A. D. Donker, Johannesburg 1979, ISBN 0-949937-63-0
- Black Child,  Alfred Knopf, New York 1982, ISBN 0-394-51445-9
- 16 June: The Fruit of Fear, Skotaville, Braamfontein 1986, ISBN 0-947009-13-2
- David Bristow: Soweto – Portrait of a City, Holland,  London: 1990 ISBN 1-85368-051-6
- Carol Lazar: Women of South Africa: their fight for freedom, Little, Brown & Co, Boston 1993  ISBN 0-8212-1928-6
- Sandra Klopper: Homesteads, Struik, Kapstaden 2001, ISBN 978-1-86872-517-5
- Sandra Klopper: Dress and Adornment, 2001, ISBN 978-1-86872-514-4
- Sandra Klopper: Ceremonies, Struik. Kapstaden 2001, ISBN 1-86872-515-4
- Peter Magubane och Charlene Smith: Soweto, Struik, Kapstaden 2001, ISBN 1-86872-584-7
- Sandra Klopper:  Arts and Crafts, Struik, Kapstaden 2001, ISBN 1-86872-836-6
- Peter Magubane och Charlene Smith Klopper: The BaNtwane: Africa's Undiscovered People, Struik, Kapstaden 2001, ISBN 1-86872-564-2
- Sandra Klopper:  AmaNdebele, Sunbird, 2005, ISBN 1-919938-06-0